# Kefar Bin Nun
Kefar Bin Nun (hebr.: כפר בן נון) – moszaw położony w samorządzie regionu Gezer, w Dystrykcie Centralnym, w Izraelu.
Leży w Dolinie Ayalon w Szefeli, w otoczeniu moszawu Miszmar Ajjalon i kibucu Sza’alwim. Na północ od moszawu znajduje się baza Sił Obronnych Izraela.

## Historia
Pierwotnie istniała tutaj arabska wioska Al-Kubab, której mieszkańcy uciekli podczas wojny o niepodległość w 1948. Izraelscy żołnierze zajęli wioskę 15 maja, a we wrześniu zniszczono większość tutejszych domów.
Współczesny moszaw został założony w 1952 przez żydowskich imigrantów z Rumunii. Początkowo nazwano go Miszmar Ajjalon Bet, jednak później zmieniono nazwę na cześć „operacji Bin Nun” podczas wojny o niepodległość. W trakcie tej operacji Siły Obronne Izraela zajęły między innymi Latrun.
Podczas wojny sześciodniowej w 1967 został zakwalifikowany jako osiedle graniczne i w związku z tym otrzymał odszkodowania finansowe za straty poniesione podczas walk izraelsko-jordańskich.

## Gospodarka
Gospodarka moszawu opiera się na intensywnym rolnictwie, sadownictwie i uprawach w szklarniach.
Znajduje się tutaj firma Ron Ben Ari świadcząca usługi inynieryjne i geologiczne.

## Komunikacja
Na wschód od moszawu przebiega autostrada nr 1  (Tel Awiw–Jerozolima), brak jednak bezpośredniego wjazdu na nią. Przy moszawie przebiega droga nr 424 , którą jadąc w kierunku północno-zachodnim dojeżdża się do moszawu Miszmar Ajjalon, natomiast w kierunku południowo-wschodnim dojeżdża się do Latrun.